# Де Янг, Чарльз
Чарльз де Янг (Юнг) (англ. Charles de Young; 1845—1880) — американский журналист.

## Биография
Родился 6 января 1845 года в штате Луизиана; сын Miechel de Young и Amelia Morange. Отец был ювелиром и купцом, происходил из еврейской семьи, эмигрировавшей в США из Европы. Его дед по материнской линии — Benjamin Morange, был послом Франции в Испании при Наполеоне.
Затем семья переехала в Сент-Луис, штат Миссури и позже в — Сан-Франциско, штат Калифорния. Здесь Чарльз с братом Майклом основал ежедневную газету Daily Dramatic Chronicle, первый номер которой вышел 16 января 1865 года. Чарльз стал её главным редактором. Эта газета стала предшественницей нынешней San Francisco Chronicle.
В 1879 году, когда Исаак Каллох (англ. Isaac Smith Kalloch) баллотировался в мэры Сан-Франциско, он подвергся нападкам со стороны газеты San Francisco Chronicle, поддерживающей другого кандидата. Чарльз де Янг и Исаак Каллох ввязались в личностную перепалку, которая закончилась тем, что 23 августа 1879 года Чарльз напал на кандидата на улице Сан-Франциско и дважды выстрелил в него. Каллох был ранен, выжил и на волне симпатий избирателей был избран 18-м мэром Сан-Франциско.
23 апреля 1880 года сын мэра Сан-Франциско —  Isaac Milton Kalloch, зашел в здание газеты и застрелил Чарльза. Де Янг был похоронен на кладбище Cypress Lawn Memorial Park города Colma, штат Калифорния. Убийца впоследствии был оправдан.